# معشوق (آلبوم)
معشوق یا لاور (انگلیسی: Lover) هفتمین آلبوم استودیویی تیلور سوئیفت، خواننده-ترانه‌پرداز آمریکایی است که در ۲۳ اوت ۲۰۱۹ از طریق ریپابلیک رکوردز منتشر شد. این نخستین آلبوم او پس از جدایی از ناشر پیشین خود بیگ مشین رکوردز است. سوئیفت به دنبال خودتنظیمی تصویر تاریک آلبوم پیشینش اعتبار (۲۰۱۷)، با انگیزه مثبتی که در تور استادیومی اعتبار (۲۰۱۸) کسب کرد، به «ستون‌های ترانه‌سرایی» بنیادین خود بازگشت تا آلبومی با ترانه‌های درخشان‌تر و سبک‌تر خلق کند. به عنوان مدیر اجرایی تولید، او تهیه‌کنندگان جک آنتونوف، لوئیس بل، فرانک دوکس و جوئل لیتل را برای این پروژه دعوت کرد، که منجر به ایجاد معشوق شد.
دامنهٔ اشعاری معشوق که توسط سوئیفت با عنوان «نامه‌ای عاشقانه برای دوست‌داشتن خودش» نامیده شد، تمام وجهه‌های عشق مانند رضایت، شیفتگی، شهوت و غم‌واندوه، و مضامین سیاسی مانند فمینیسم، توهم‌زدایی و حقوق ال‌جی‌بی‌تی. را پوشش می‌دهد. این آلبوم در درجه اول یک رکورد به‌سوی سبک پاپ است که با سینث‌پاپ، الکتروپاپ و پاپ راک همراه با عناصر کانتری، پانک راک، فانک و فولک ترکیب می‌شود. د چیکس و پنیک! ات د دیسکو به عنوان آواز مهمان در آلبوم حضور دارند.
چهار تک‌آهنگ از آلبوم پشتیبانی کردند— «من!»، «تو باید آرام باشی»، «معشوق» و «این مرد» —سه تک‌آهنگ نخست در جایگاه ۱۰تای برتر ۱۰۰تای داغ بیلبورد قرار گرفتند. تمام ۱۸ قطعه آن وارد جدول ۱۰۰تای داغ شده‌اند و رکورد هنرمند زن برای بیشترین تعداد ورودی به جدول به‌طور همزمان را شکسته‌اند. معشوق در استرالیا، کانادا، مکزیک، هلند، اسپانیا، پادشاهی متجده و بسیاری دیگر در رتبه‌های برتر جدول قرار گرفت. این ششمین آلبوم شماره یک سوئیفت در بیلبورد ۲۰۰ ایالات متحده بود و دو گواهی‌نامه پلاتین دریافت کرد. معشوق با فروش ۳٫۲ میلیون نسخه در سال ۲۰۱۹، پرفروش‌ترین آلبوم استودیویی جهان در آن سال است.
معشوق با نقدهای مثبتی از سوی منتقدان همراه بود؛ ستایش متمرکز بر تکامل عاطفی و سبک آزاد روحیه آن بود، در حالی که برخی منتقدان آن را از نظر صوتی متناقض و پراکنده می‌دانستند. در شصت و دومین مراسم جایزه گرمی، معشوق نامزد بهترین آلبوم آوازی پاپ شد، در حالی که تک‌آهنگ‌های «تو باید آرام باشی» و «معشوق» به ترتیب برای بهترین اجرای پاپ تک‌نفره و ترانه سال رقابت کردند. آلبوم جایزهٔ آلبوم پاپ/راک برگزیده را در جوایز موسیقی آمریکا ۲۰۱۹ دریافت کرد و از ۱۷ نامزدی در جوایز ویدئو موسیقی ام‌تی‌وی، موزیک ویدئوهای آن چهار جایزه دریافت کردند. معشوق از سوی نشریه‌های مختلف در میان فهرست برترین آلبوم‌های ۲۰۱۹ قرار گرفت.

## پیش‌زمینه
من همیشه به آلبوم‌ها به عنوان فصلی از زندگی‌ام نگاه می‌کنم؛ و برای طرفدارانم، من بسیار خوشحالم که [اعتبار] را دوست دارید… اما باید در مورد چیزی واقعاً با شما صادق باشم، من برای فصل بعدی بیشتر هیجان‌زده‌ام.— سوئیفت هنگام آشکار کردن معشوق در جوایز موسیقی آمریکا ۲۰۱۸، ئی! آنلاین
در نوامبر ۲۰۱۷، سوئیفت ششمین آلبوم استودیویی خود را با نام اعتبار منتشر کرد که پس از یک دوره پر فراز و نشیب در حرفهٔ او به عنوان یک آلبوم بازگشت مورد توجه قرار گرفت. این آلبوم چندین هفته را در بالاترین جایگاه بیلبورد ۲۰۰ ایالات متحده گذراند، و به پرفروش‌ترین آلبوم سال ۲۰۱۷ و بهترین آلبوم با عملکرد برتر در فهرست پایان سال ۲۰۱۸ تبدیل شد. سوئیفت برای پشتیبانی از آلبوم، تور استادیومی اعتبار تیلور سوئیفت (۲۰۱۸) را برگزار کرد که با تحسین انتقادی همراه بود، و به پردرآمدترین تور آمریکای شمالی در تمام دوره‌ها تبدیل شد. این تور در جوایز موسیقی آمریکا در سال ۲۰۱۸ برندهٔ تور سال شد، جایی که سوئیفت در سخنرانی قبولی خود در این دسته‌بندی، به این آلبوم به عنوان «فصل بعدی» خود اشاره کرد.
حدس و گمان دربارهٔ «TS7» (نام مستعار تأییدنشده آلبوم تا زمان فاش شدن عنوان آن) در ۲۴ فوریه ۲۰۱۹، هنگامی که سوئیفت عکسی از هفت درخت نخل با پس زمینه آبی پاستلی و ستاره‌های روی هم را در حساب اینستاگرام خود قرار داد، آغاز شد؛ که بعداً خواننده تأیید کرد روزی است که ضبط آلبوم را تمام می‌کند. این پست باعث ایجاد انتظارات و نظریه‌پردازی گستردهٔ آنلاین دربارهٔ آلبوم شد. انترتینمنت ویکلی اظهار داشت که این تئوری‌ها «ممکن است مانند تئوری‌های توطئه مضحک به نظر برسند–که برای ضبط، اکثر آنها درست بودند–اما آنها کاملاً در دنیای موسیقایی تیلور سوئیفت جای می‌گیرند (این مانند دنیای سینمایی مارول است اما با گیتارهای بیشتر و نقش‌های کمتر استن لی)». سوئیفت بعداً اظهار داشت: «من نمی‌توانستم انتظار داشته باشم [طرفدارانم] این را بدانند؛ و بعداً پی بردم که آنها این موضوع را فهمیده‌اند، اما بسیاری از تئوری‌های آنها در واقع درست بودند. آن تخم‌مرغ عید پاکها فقط سعی در ایجاد آن لحن داشتند که من از پیش در ویدئوی عمودی اسپاتیفای برای «ظریف» با رنگ آمیزی ناخن‌هایم به رنگ‌های [پاستیلی] پیش‌بینی کردم».

سوئیفت در ۲۵ آوریل ۲۰۱۹ هنگام عکس گرفتن مقابل نقاشی دیواری پروانه‌ای شکل در گلچ، نشویل، تنسی، در حالی که اعلام کرد شمارش معکوس سیزده روزه‌اش منجر به انتشار موسیقی جدید می‌شود. این نقاشی دیواری شامل عنوان تک‌آهنگ آغازین «من!» بود که نیمه‌شب آن روز منتشر شد.

در ۱۳ آوریل ۲۰۱۹، سوئیفت در وبگاه رسمی خود شمارش معکوس تا نیمه‌شب منطقه زمانی شرقی (یوتی‌سی ۴:۰۰-) ۲۶ آوریل را منتشر کرد. در ۲۵ آوریل، چندین رسانهٔ خبری گزارش دادند که نقاشی دیواری یک پروانه در محله د گالچ واقع در نشویل، تنسی که توسط هنرمند خیابانی کلسی مونتاگ نقاشی شده‌است، با انتشار آینده سوئیفت در ارتباط است. هنگامی کلمه «Me!» که توسط مونتاگ به آن نقش اضافه شده بود، جمعیت چند صد نفری در دور نقاشی دیواری جمع شده بودند. در حالی که در ابتدا به مونتاگ گفته شد که این نقاشی دیواری به عنوان تبلیغ برای ای‌بی‌سی، ای‌اس‌پی‌ان و ان‌اف‌ال درفت سفارش داده شده‌است، سوئیفت در کنار این نقاشی دیواری ظاهر شد و اعلام کرد که در واقع، این بخشی از تبلیغات شمارش معکوس او بود و در حین پخش ان‌اف‌ال درفت، رابین رابرتز برای اطلاعات بیشتر با او مصاحبه خواهد کرد. در نیمه‌شب همان روز، او تک‌آهنگ آغازین آلبوم، «من!» با حضور برندن یوری از پنیک! ات د دیسکو به همراه موزیک ویدئوی همراه آن را منتشر کرد.
سوئیفت طرفداران را تشویق کرد تا عنوان آلبوم رو به انتشار را در ویدئوی «من!» پیدا کنند. در حین مصاحبه‌ای در مه ۲۰۱۹ برای ایندیپندنت، از سوئیفت در مورد سرنخ‌های عنوان آلبوم سؤال شد؛ او پاسخ داد: «من فکر می‌کنم شما یک‌بار آن را می‌بینید و دو بار آن را می‌شنوید»، که باعث شد طرفداران این باور را داشته باشند که معشوق عنوان آلبوم است، زیرا این کلمه یک‌بار در ویدئو و دوبار در متن «من!» ظاهر می‌شود. در این ویدئو، کلمه معشوق بر روی یک علامت روشنایی نئون در پس‌زمینه نشان داده شد. در ۱۳ ژوئن ۲۰۱۹، او عنوان آلبوم را در یک پخش زنده اینستاگرام تأیید کرد و معشوق در ۲۳ اوت ۲۰۱۹ منتشر شد. سوئیفت همچنین اعلام کرد که دومین تک‌آهنگ آلبوم، «تو باید آرام باشی» روز بعد در ۱۴ ژوئن منتشر خواهد شد و پس از آن موزیک ویدئو ترانه سه روز بعد منتشر خواهد شد. در ۲۲ ژوئیه، سوئیفت اطلاعات مربوط به نسخه لوکس آلبوم را اعلام کرد؛ روز بعد، «تیرانداز» به عنوان تنها تک‌آهنگ تبلیغاتی معشوق منتشر شد. یک هفته قبل از انتشار آلبوم، در ۱۶ اوت سوئیفت قطعه هم‌عنوان آلبوم را به عنوان سومین تک‌آهنگ از معشوق منتشر کرد و فهرست قطعه‌های آلبوم را در شبکه‌های اجتماعی خود اعلام کرد.

## ستایش‌ها
معشوق و تک‌آهنگ‌هایش در شصت و دومین مراسم جایزه گرمی سه نامزدی دریافت کردند. این آلبوم نامزد بهترین آلبوم آوازی پاپ شد، که پس از ۱۹۸۹ (۲۰۱۴) و اعتبار (۲۰۱۷) سومین نامزدی پیاپی سوئیفت در این دسته‌بندی است. «تو باید آرام باشی» نامزد دریافت بهترین اجرای تک‌خوان پاپ شد و قطعه هم‌عنوان «معشوق» نامزد دریافت ترانه سال شد.
سوئیفت در پنج نامزدی خود در جوایز موسیقی آمریکا ۲۰۱۹ موفق به کسب پیروزی شد و به عنوان پر جایزه‌ترین هنرمند شب و بیشترین جایزه در تاریخ ای‌ام‌ایز (با ۲۹ برد) شناخته شد و رکورد خود را در دسته‌بندی‌های هنرمند سال، هنرمند زن برگزیده پاپ/راک و آلبوم پاپ/راک برگزیده افزایش داد. موزیک ویدیوهای معشوق چهار برد در جوایز موسیقی جوایز ویدئو موسیقی ام‌تی‌وی به دست آوردند: ویدئو سال و ویدئوی خوب برای «تو باید آرام باشی» —سوئیفت قبلاً برای ویدیو «کینه» (۲۰۱۵) برنده شده بود و با ریانا و بیانسه به عنوان تنها هنرمندان زن که دو بار برنده این جایزه شده‌اند، برابری کرد—و بهترین جلوه‌های بصری برای «من!» در مراسم ۲۰۱۹ و بهترین کارگردانی برای «این مرد» در مراسم ۲۰۲۰. او همچنین بهترین ویدئو برای «من!» و بهترین هنرمند آمریکا در جوایز موسیقی ام‌تی‌وی اروپا ۲۰۱۹، بهترین ویدئو جهانی هنرمند زن برای «من!» در جوایز ویدئو موسیقی ام‌تی‌وی ژاپن ۲۰۱۹، بهترین هنرمند بین‌الملل برای معشوق در جوایز موسیقی ای‌آرآی‌ای ۲۰۱۹ و بهترین هنرمند انفرادی جهان در جوایز جوایز ان‌ام‌ای ۲۰۲۰ را دریافت کرد.
عملکرد تجاری معشوق باعث شد تا سوئیفت برنده بهترین هنرمند جهانی در فدراسیون بین‌المللی صنعت فونوگرافی (IFPI) برای سال ۲۰۱۹ شود. او پیش از این در سال ۲۰۱۵ برای ۱۹۸۹ این جایزه را دریافت کرد. این آلبوم رکوردهای جهانی گینس ۲۰۱۹ برای بزرگترین فروش آلبوم در سراسر جهان برای یک هنرمند انفرادی را دریافت کرد.
| سال  | سازمان                            | جایزه                                                           | نتیجه    | منا.   |
| ---- | --------------------------------- | --------------------------------------------------------------- | -------- | ------ |
| ۲۰۱۹ | جوایز برگزیده مردم                | آلبوم برگزیده سال                                               | برنده    | [ ۳۸ ] |
| ۲۰۱۹ | جوایز موسیقی آمریکا               | آلبوم پاپ/راک برگزیده                                           | برنده    | [ ۳۹ ] |
| ۲۰۱۹ | جوایز موسیقی ای‌آرآی‌ای             | بهترین هنرمند بین‌الملل (معشوق)                                  | برنده    | [ ۳۴ ] |
| ۲۰۲۰ | جوایز گرمی                        | بهترین آلبوم آواز پاپ                                           | نامزدشده | [ ۴۰ ] |
| ۲۰۲۰ | جوایز گلد دیسک ژاپن               | آلبوم سال (غربی)                                                | برنده    | [ ۴۱ ] |
| ۲۰۲۰ | جوایز گلد دیسک ژاپن               | ۳ آلبوم بهتر (غربی)                                             | برنده    | [ ۴۱ ] |
| ۲۰۲۰ | جایزه زرین ۱۰ ترانه برتر آرتی‌اچ‌کی | بهترین فروش آلبوم (انگلیسی)                                     | برنده    | [ ۴۲ ] |
| ۲۰۲۰ | رکوردهای جهانی گینس               | بزرگترین فروش آلبوم در سراسر جهان برای یک هنرمند انفرادی (۲۰۱۹) | برنده    | [ ۳۷ ] |
| ۲۰۲۰ | جوایز سی‌دی شاپ                    | جوایز خلاقانه جکت موسیقی                                        | برنده    | [ ۴۳ ] |
| ۲۰۲۰ | جوایز موسیقی آی‌هارت‌رادیو          | آلبوم پاپ سال                                                   | برنده    | [ ۴۴ ] |
| ۲۰۲۰ | جوایز موسیقی بیلبورد              | برترین آلبوم بیلبورد ۲۰۰                                        | نامزدشده | [ ۴۵ ] |

## عملکرد تجاری
معشوق در سال ۲۰۱۹ بیش از ۳٫۲ میلیون نسخه خالص در سراسر جهان فروخته‌است. ریپابلیک رکوردز گزارش داد این آلبوم در هفته نخست انتشار بیش از ۳ میلیون واحد در محمولهٔ جهانی کسب کرده‌است. فروش جهانی قدرتمند معشوق باعث شد فدراسیون بین‌المللی صنعت فونوگرافی (IFPI) سوئیفت را به عنوان شماره یک بهترین فروش هنرمند سال ۲۰۱۹ معرفی کند و او برای دومین بار این افتخار را کسب کند؛ اولین حضور او در سال ۲۰۱۴ پس از انتشار ۱۹۸۹ بود که باعث شد سوئیفت اولین هنرمند زنی باشد که چنین کاری را انجام می‌دهد.
معشوق پرفروش‌ترین آلبوم استودیویی سال ۲۰۱۹ بود و رکوردهای جهانی گینس برای بزرگترین فروش آلبوم در سراسر جهان برای یک هنرمند تک‌خوان را ثبت کرد.

## فهرست قطعه‌ها
فهرست قطعه‌ها و اعتبارها از یادداشت‌های روی جلد آلبوم، اپل میوزیک و تیدال گرفته شده‌است.
| معشوق – نسخهٔ استاندارد | معشوق – نسخهٔ استاندارد                         | معشوق – نسخهٔ استاندارد           | معشوق – نسخهٔ استاندارد   | معشوق – نسخهٔ استاندارد |
| شماره                  | نام                                            | نویسنده(ها)                      | تهیه‌کننده(ها)            | مدت                    |
| ---------------------- | ---------------------------------------------- | -------------------------------- | ------------------------ | ---------------------- |
| ۱.                     | «فراموش کردم که وجود داری»                     | تیلور سوئیفت لوئیس بل فرانک دوکس | سوئیفت بل فرانک دوکس     | ۲:۵۱                   |
| ۲.                     | «تابستان ظالم»                                 | سوئیفت جک آنتونوف سنت وینسنت     | سوئیفت آنتونوف           | ۲:۵۸                   |
| ۳.                     | «معشوق»                                        | سوئیفت                           | سوئیفت آنتونوف           | ۳:۴۱                   |
| ۴.                     | «این مرد»                                      | سوئیفت جوئل لیتل                 | سوئیفت لیتل              | ۳:۱۰                   |
| ۵.                     | «تیرانداز»                                     | سوئیفت آنتونوف                   | سوئیفت آنتونوف           | ۳:۳۱                   |
| ۶.                     | «فکر کنم او می‌داند»                            | سوئیفت آنتونوف                   | سوئیفت آنتونوف           | ۲:۵۳                   |
| ۷.                     | «خانم آمریکایی و شاهزاده دل‌شکسته»              | سوئیفت لیتل                      | سوئیفت لیتل              | ۳:۵۴                   |
| ۸.                     | «حلقه کاغذی»                                   | سوئیفت آنتونوف                   | سوئیفت آنتونوف           | ۳:۴۲                   |
| ۹.                     | «خیابان کورنلیا»                               | سوئیفت                           | سوئیفت آنتونوف           | ۴:۴۷                   |
| ۱۰.                    | «مردن با هزار زخم»                             | سوئیفت آنتونوف                   | سوئیفت آنتونوف           | ۳:۱۹                   |
| ۱۱.                    | «پسر لندنی»                                    | سوئیفت آنتونوف کوشس کلی سنویو    | سوئیفت آنتونوف سنویو [a] | ۳:۱۰                   |
| ۱۲.                    | «به‌زودی بهتر می‌شی» (با حضور د چیکس)            | سوئیفت آنتونوف                   | سوئیفت آنتونوف           | ۳:۲۲                   |
| ۱۳.                    | «خدای اشتباه»                                  | سوئیفت آنتونوف                   | سوئیفت آنتونوف           | ۳:۲۰                   |
| ۱۴.                    | «تو باید آرام باشی»                            | سوئیفت لیتل                      | سوئیفت لیتل              | ۲:۵۱                   |
| ۱۵.                    | «پس تاب»                                       | سوئیفت بل فینی                   | سوئیفت بل دوکس           | ۳:۴۳                   |
| ۱۶.                    | «من!» (با حضور برندن یوری از پنیک! ات د دیسکو) | سوئیفت لیتل یوری                 | سوئیفت لیتل              | ۳:۱۳                   |
| ۱۷.                    | «خوب است که یک دوست داشته باشی»                | سوئیفت بل فینی                   | سوئیفت بل دوکس           | ۲:۳۰                   |
| ۱۸.                    | «روشنایی»                                      | سوئیفت                           | سوئیفت آنتونوف           | ۴:۵۳                   |
| مجموع مدت:             | مجموع مدت:                                     | مجموع مدت:                       | مجموع مدت:               | ۶۱:۴۸                  |